# Парламентские выборы в Уганде (1996)
Парламентские выборы в Уганде проходили 27 июня 1996 года после принятия новой Конституции. Согласно новой Конституции все политические партии были запрещены, поэтому все члены парламента избирались как беспартийные. На 276 мест парламента претендовало 814 кандидатов, из которых 156 мест были получены сторонниками Национального движения сопротивления. Явка составила 60,7%.

## Результаты
| Партия                              | Голосов   | %    | Мест |
| ----------------------------------- | --------- | ---- | ---- |
| Беспартийные                        | 4 665 185 | 100  | 276  |
| Недействительных/пустых бюллетеней  | 87 385    | –    | –    |
| Всего                               | 4 752 570 | 100  | 276  |
| Зарегистрированных избирателей/Явка | 8 492 154 | 60,7 | –    |
| Источник: Nohlen et al.             |           |      |      |